# Museo diocesano (Albenga)
Il Museo diocesano Arte Sacra è situato all'interno dell'antico palazzo Vescovile della diocesi di Albenga-Imperia, nel centro storico in via Episcopio. Offre ai visitatori la possibilità di fruire, non solo delle pregevoli opere ivi conservate ma anche di attraversare un edificio ricco di storia e di fascino.
Il grande palazzo con cortile interno è il risultato di ristrutturazioni ed accorpamenti di diversi edifici medievali, le parti più antiche risalenti all'XI e al XII secolo, con ristrutturazioni successive a metà del Quattrocento, del Cinquecento e del Seicento.

## Opere
Il percorso del Museo diocesano si sviluppa in sette sale, dove sono esposti reperti archeologici ed opere d'arte provenienti dalla cattedrale di San Michele Arcangelo dal battistero di Albenga e dal territorio diocesano.

### Sala Nino Lamboglia
Questa sala conserva tracce della fase gotica del palazzo: 
- il soffitto con volte a crociera;
- le porte a sesto acuto (ora murate);
- la colonna tardo-romana riadattata in periodo medievale ed inserita come elemento portante delle volte.

La sala, intitolata all'archeologo Nino Lamboglia, conserva reperti archeologici rinvenuti nel corso di scavi nella cattedrale tra il 1948 e il 1967. Di notevole interesse: 
- frammenti di pluteo decorato a girali vegetali (VIII secolo);
- lastre con iscrizioni tardo romane.

Inoltre, in questa sala sono esposti materiali, provenienti dal battistero di Albenga, quali:
- tomba ad arcosolio formata da lastre di età longobarda (VIII secolo);
- la lunetta traforata (VIII secolo);
- una transenna decorata ad intreccio (V - VI secolo).

### Sala delle Ceramiche
Nella sala sono esposti reperti ceramici di età rinascimentale rinvenuti negli scavi archeologici condotti nell'area della cattedrale nel 1965-1967. Si possono qui ammirare, oltre a manufatti in ceramica di Albissola dipinti di blu, frammenti provenienti dalla Toscana e dall'Italia settentrionale.
Inoltre, sono qui conservate alcune opere realizzate tra il XIV ed il XVI secolo, fra cui:
- scomparti di un trittico con Madonna con Gesù Bambino, sant'Eligio e sant'Ampelio, tavola a fondo oro, attribuita a Luca Baudo.

### Sala delle Verzure o dell'alcova
La stanza era molto probabilmente la camera da letto del vescovo e si possono ancora ammirare gran parte degli affreschi originali. Si tratta di una rarissima decorazione a trompe l'œil, con finti tendaggi arabescati, ricca di fiori, piante ed animali, che riprende la decorazione trecentesca del palazzo dei Papi ad Avignone. Ha la caratteristica di utilizzare la decorazione a tendaggio per separare la zona notte dalla zona giorno. La presenza dello stemma vescovile di Napoleone Fieschi suggerisce una datazione tra il 1459 e il 1466.
Sono qui conservati alcuni argenti facenti parte del Tesoro della Cattedrale, costituito prevalentemente da suppellettile liturgica (XV - XVII secolo), di bottega ligure e piemontese. Di rilievo:
- Reliquiario a busto di san Calocero (XIV secolo);
- Reliquiario a busto di san Verano (1475).

In questa stessa sala si possono ammirare la statua della Madonna con Gesù Bambino, databile al XIII secolo, in marmo bianco proveniente dalla chiesa di Santa Maria in Fontibus, la Crocifissione Gambarana (XVI secolo) di Raffaello De Rossi, proveniente dalla cattedrale, dove è visibile sullo sfondo la città di Albenga.

### La cappella vescovile
La quarta sala corrisponde alla cappella del palazzo Vescovile, ricavata nel XV secolo nel vano di una torre del XIII secolo, come la sala precedente è affrescata. La decorazione (1463 circa) è attribuita alla bottega del cosiddetto Maestro di Lucéram, attivo nella seconda metà del Quattrocento tra Liguria e Piemonte occidentale.
- Sulla volta ad ombrello sono raffigurati i quattro Evangelisti e i quattro Dottori della Chiesa;
- Sulle pareti la decorazione è divisa in due registri; quello superiore presenta episodi della Vita di Maria Vergine mentre quello inferiore aveva una teoria di Sibille e santi in gran parte andati perduti, la stanza era stata infatti rintonacata e controsoffittata. Si è invece conservato l'altare affrescato in una nicchia, con la Madonna col Bambino tra l'arcangelo Michele e san Giovanni battista.

In questa sala è inoltre esposta:
- San Eleuterio e san Placido (1457), tavola attribuita ad un anonimo pittore provenzale.

### Sala degli Stemmi
Questa sala è il risultato degli aggiornamenti rinascimentali apportati al palazzo dai vescovi Carlo Cicala e Luca Fieschi. I loro nomi ricorrono sul camino e sulle incorniciature di porte e finestre. La sala deve il suo nome agli emblemi di tutti i vescovi della diocesi, istoriati sul bordo superiore delle pareti . Qui si trovano una ricca collezione di dipinti; i più antichi, su tavola, documentano l'espressione locale del gusto tardogotico mentre quelle che li circondano sono tele eseguite dai maggiori maestri del Seicento genovese, come Orazio De Ferrari e Domenico Fiasella. Fiore all'occhiello della collezione sono:
- Il Martirio di santa Caterina d'Alessandria (1606) di Guido Reni;
- Il Miracolo di san Verano (1615 circa) di Giovanni Lanfranco.

Entrambi i quadri furono commissionati da Ottavio Costa insieme al San Giovanni battista, in passato attribuito al Caravaggio.

### Sala degli Arazzi
Nella sala sono conservati preziosi arazzi (XVI - XVII secolo) di manifattura fiamminga che furono donati al palazzo dal vescovo Carlo Maria Giuseppe de Fornari (1715-1730). Di particolare interesse storico-artistico:
- il ciclo con Storie dell'infanzia di Mosè (metà del XVI secolo), manifattura di Bruxelles.

### Sala Rossa
Il percorso si conclude con questa sala, che in passato era destinata alle udienze del vescovo, che presenta alle pareti la tappezzeria originale in damasco di seta rosso del 1775, di produzione genovese, oltre ad arredi coevi. Inoltre, vi si conserva:
- Madonna con Gesù Bambino in gloria (fine del XVIII secolo), in marmo, di Francesco Maria Schiaffino;
- statua processionale di San Michele Arcangelo (1793).